# Меоли, Себастьян
Себастьян Меоли (фр. Sébastien Méoli, род. 2 августа 1980 года, Лозанна, Швейцария) — швейцарский футболист, защитник.

## Карьера
Себастьян родился в городе Лозанна. Меоли начинал заниматься футболом в родном клубе «Лозанна-Спорт». В 2000 году он стал привлекаться к играм за основной состав, и за три сезона сыграл 46 матчей и забил один гол. В 2003 году игрок перешел в клуб «Сьон». Здесь он также отыграл три сезона, и перешел в Ивердон. Спустя четыре года и вернулся в родной клуб «Лозанна», и в 2010 году стал участником матча, когда «Лозанне» удалось выбить московский «Локомотив» в серии после-матчевых пенальти. В сезоне 2014/15 он покинул Лозанну и перешел в Аццури.